# آلویسیو دا میلانو

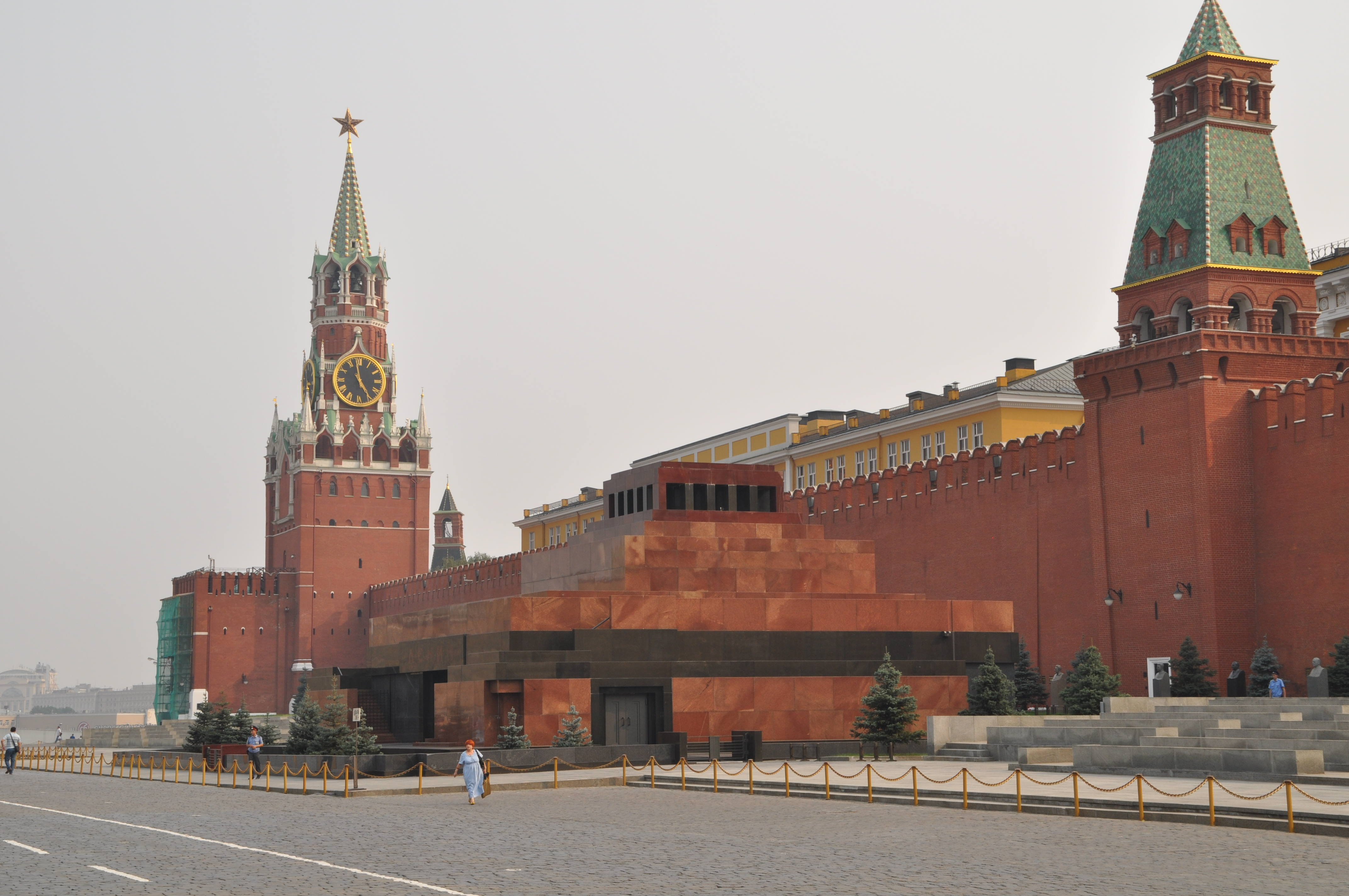
آلویسیو دا میلانو

 آلویسیو دا میلانو (انگلیسی: Aloisio da Milano؛ زادهٔ ) یک معمار اهل ایتالیا است.